# 伊萊格格
伊萊格格，清朝順治帝之格格級庶妃，服緞疋數為五疋。

## 生平
目前並不清楚伊萊格格是在何時被順治帝收為後宮主位。她的初始位份應為格格級，因為順治朝的福晉級嬪御多為蒙古王公之女，而小福晉級嬪御多為八旗出身，並且曾經為順治帝生育子女。
在清初，宮廷十分重視後宮主位、婦差和宮女等後宮人員每年從官方獲得的綢緞、布匹數量，將其視為她們基本的物質待遇，並以其作為衡量尊卑的標桿。康熙元年八月初七日，輔政大臣降旨內務府大臣等，稱讓乾清宮內之阿吉根、察爾禪、伊萊、丹姐四格格、掃屋女子海蘇及其家下女子二姐、布兒、二姐此等人仍居宮内，實屬悖亂，提議讓她們出宮，居住在紫禁城內北面隅房，並停止讓她們服緞，僅給予毛青布、翠藍布令穿。內務府大臣奉旨轉奏孝莊文皇后，並於八月初八日奏入。巴布額涅、常壽額涅奉孝莊文皇后旨意傳諭：「誠然。照輔政大臣等所議支給」。同年八月初九日，內務府大臣等上奏，稱舊例給阿吉根、察爾禪各九疋緞，每日肉三斤；給伊萊、丹姐各五疋緞，每日肉二斤；給掃屋女子海蘇毛青布三疋、翠藍布三疋、夏布一疋；給二姐、布兒、二姐每人毛青布三疋、翠藍布三疋、夏布一疋。因為現在要給予她們毛青布、翠藍布，不知道要依照甚麼例子支給，於是口奏請旨。得旨：「令其均按掃屋女子例支給毛青布、翠藍布，每日之肉均停支」。目前，伊萊格格因何被逐出宮廷，在何時去世，是否奉安孝東陵等問題均不詳，有待進一步發掘檔案。